# Pentagon (EP)
Pentagon è il primo EP della boy band sudcoreana Pentagon, pubblicato nel 2016.

## Tracce
1. Wake Up (intro) – 1:26
2. Pentagon – 3:26
3. Gorilla – 3:05
4. Lukewarm (미지근해) – 3:29
5. Smile – 3:34
6. Organic Song (귀 좀 막아줘) (E'Dawn, Yuto, Wooseok, Hui) – 3:40
7. You Are (Jinho, Hui, Hongseok, Shinwon, Yeo One, Yan An, Kino) – 3:41